# Gabe Scholten
Gabe Scholten (Amsterdam, 29 juni 1921 - Groningen, 23 februari 1997) was een Nederlandse atleet, die zich had toegelegd op de sprint. Zijn beste atletiekjaren beleefde hij direct na de Tweede Wereldoorlog, met als belangrijkste prestaties zijn twee nationale titels op de 100 en 200 m in 1946 en zijn internationale optredens tijdens de Europese kampioenschappen van 1946 in Oslo en de Olympische Spelen van 1948 in Londen.

## Biografie

### Olympische Spelen 1948
Scholten, die lid was van de Amsterdamse atletiekvereniging AV'23, trad op de EK van 1946 aan als lid van de 4 x 100 m estafetteploeg. Samen met Jan Lammers, Chris van Osta en Jo Zwaan leverde hij een goede prestatie door in de finale als vierde te finishen in een tijd van 42,3 s. Twee jaar later nam hij op de Olympische Spelen in Londen deel aan de 200 m individueel en opnieuw de 4 x 100 m estafette. Op het eerste onderdeel sneuvelde hij in de elfde serie van de eliminaties met 22,2. Op de 4 x 100 m drong het Nederlandse team, na winst in de serie met 41,7, echter door tot de finale, waarin Gabe Scholten tezamen met Jo Zwaan, Jan Meijer en Jan Lammers op de zesde en laatste plaats finishte in 41,9. Aanvankelijk leek er zelfs nog een vijfde plaats in te zitten, want na afloop van de finale werd het Amerikaanse team wegens een verkeerde wissel gediskwalificeerd. Als gevolg hiervan schoven de Nederlanders op naar de vijfde plaats. Na bestudering van een amateurfilmpje bleek de eerdere diskwalificatie echter ten onrechte, waarna deze werd teruggedraaid. De Amerikaanse estafetteploeg werd na drie dagen in ere hersteld en ontving alsnog de gouden medaille. Het Nederlandse team werd daardoor weer teruggezet naar de zesde plaats.

### Nationale titels
Gabe Scholten behaalde op de 100 en 200 m in totaal drie nationale titels, maar kwam nooit in de buurt van de sterke nationale records op deze afstanden van Chris Berger (100 m) en Tinus Osendarp (200 m). Zijn laatste nationale titel was overigens een bijzondere. Scholten had eerder in de finale van de 100 m met kramp moeten opgeven. Toen hij erachter kwam dat sommigen hem ervan verdachten dat hij toneel had lopen spelen, omdat hij niet kon winnen, was hij woest. Nog op de massagebank ramde hij met zijn vuist op de bank, daarbij uitroepend: 'Die 200 is voor mij. Ik ga er straks als een gek vandoor - ik wil als eerste uit de bocht komen - dat zal ze een morele opdonder geven! - laten ze dan maar proberen mij in te halen. Misschien krijg ik weer kramp - maar ik ga liever kapot dan dat ze me voor een lafbek verslijten.' Aldus geschiedde. Scholten won de 200 m glansrijk.

### Record
In 1948 was Scholten eenmaal betrokken bij een recordverbetering op de 4 x 200 m estafette. Samen met Jan Lammers, Jan Meijer en Anton Blok kwam hij dat jaar tot een tijd van 1.28,0, een verbetering van het bestaande nationale record met 0,4 seconde. Dit record hield een jaar stand.

## Nederlandse kampioenschappen
| Onderdeel | Jaar       |
| --------- | ---------- |
| 100 m     | 1946       |
| 200 m     | 1946, 1949 |

## Persoonlijke records
| Onderdeel | Prestatie | Datum        | Plaats    |
| --------- | --------- | ------------ | --------- |
| 100 m     | 10,7 s    | 1948         |           |
| 200 m     | 21,6 s    | 13 juni 1948 | Amsterdam |
| 400 m     | 50,6 s    | 1946         |           |